# Vjetroelektrane u Hrvatskoj
Vjetroelektrane u Hrvatskoj su započele svoj razvoj još 1988., kada je Končar postavio prvi vjetroagregat u brodogradilištu Uljanik, koji se i danas tamo nalazi, no onda je razvoj istoga obustavljen. Od početka gradnje 2004. godine u Hrvatskoj su izgrađene 24 vjetroelektrane, te je planirana gradnja još nekoliko njih.
Na svom prostoru Hrvatska ima na desetke područja koja imaju zadovoljavajući vjetropotencijal za izgradnju elektrana. Mjerenja određenih karakteristika vjetra (brzina, smjer, učestalost) pokazala su kako je za iskorištavanje energije vjetra povoljnije područje Jadrana od kontinentalnog dijela Hrvatske. Stoga su prve hrvatske vjetroelektrane izgrađene upravo na tom području.
Za projekte vjetroelektrana je do sada iskazano najviše interesa na područjima Zadarske, Šibensko-kninske, Splitsko-dalmatinske i Dubrovačko-neretvanske županije

## Povijest

### Gradnja vjetroelektrana u Hrvatskoj
Vjetroelektrane u Hrvatskoj su započele svoj razvoj još 1988., kada je Končar postavio prvi vjetroagregat u brodogradilištu Uljanik, koji se i danas tamo nalazi, no onda je razvoj istoga obustavljen.
26 godina poslije, 2004., izgrađena je prva vjetroelektrana, ona Ravne 1 na Pagu. Izgradila ju je tvrtka Adria Wind Power. Ima 7 vjetroagregata ukupne snage 5,95 MW, ujedno i prva u Zadarskoj županiji.
2006. otvorena je vjetroelektrana Trtar-Krtolin, pokraj Šibenika, na brdu Trtar pored autoceste A1, prva u Šibensko-kninskoj županiji.
2008. Končar postavlja prvi prototip svoga vjetroagregata na Pometeno brdo; tamo će tri godine poslije biti izgrađena vjetroelektrana.
2009. je otvorena vjetroelektrana Orlice, pored Grebaštice blizu Šibenika. Time Šibensko-kninska županija postaje županija s najviše vjetroelektrana.
2010. otvorena je vjetroelektrana Vrataruša, snage čak 42 MW, u blizini Senja, prva u Ličko-senjskoj županiji, te vjetroelektrana Velika Popina kod Gračaca, prva u portfelju Dalekovoda.
2011. otvorene su vjetroelektrana Crno Brdo, prepoznatljiva jer je odmah pokraj autoceste A1 kod Šibenika, te prvi dio vjetroelektrane Pometeno Brdo, prva u Splitsko-dalmatinskoj županiji.
2012. otvorene su vjetroelektrana Bruška i drugi dio vjetroelektrane Pometeno Brdo.
2013. otvorene su vjetroelektrana Ponikve, prva u Dubrovačko-neretvanskoj županiji, te vjetroelektrana Zadar 4. Otvorena je i vjetroelektrana Jelinak, svojedobno najveća u Hrvatskoj, u blizini Segeta i Trogira.
2014. otvorene su vjetroelektrana Danilo kod Šibenika, te vjetroelektrana Zelengrad kod Obrovca.
2015. otvorena je vjetroelektrana Rudine, a proradio je i dodatni vjetroagregat u vjetroelektrani Pometeno Brdo.
2016. otvorene su vjetroelektrana Katuni kod Omiša i vjetroelektrana Glunča kod Šibenika.
2017. otvorene su vjetroelektrana Lukovac kod Ciste Provo i vjetroelektrana Poštak kod Gračaca i odmah pokraj vjetroelektrane Velika Popina.
Od 2017. do 2020. nije otvorena nijedna nova vjetroelektrana.
2020. otvoren je prvi dio vjetroelektrane Jasenice.
2021. otvorena je vjetroelektrana Korlat, a u probni rad su puštene vjetroelektrana Krš-Pađene, najveća vjetroelektrana u Hrvatskoj, s čak 48 vjetroagregata, te vjetroelektrana Senj, koja je druga po redu s 39 vjetroagregata.
2022. je otvorena vjetroelektrana Ljubač pored Knina.

### Najveće vjetroelektrane u Hrvatskoj po broju vjetroagregata
2004. – 2006.: Vjetroelektrana Ravne 1, Pag, 7 vjetroagregata
2006. – 2010.: Vjetroelektrana Trtar-Krtolin, Dubrava kod Šibenika, 14 vjetroagregata
2010. – 2012.: Vjetroelektrana Vrataruša, Senj, 14 vjetroagregata
2012. – 2013.: Vjetroelektrana Bruška, Bruška, 18 vjetroagregata
2013. – 2021.: Vjetroelektrana Jelinak, Seget, 20 vjetroagregata
2021.-: Vjetroelektrana Krš-Pađene, 48 vjetroagregata

## Postojeće vjetroelektrane
U Hrvatskoj je trenutno ukupno 24 vjetroelektrane, 22 vjetroelektrana koje su u normalnom radu, 2 u probnom radu (lipanj 2021.) i koje isporučuju električnu energiju u elektroenergetski sustav Hrvatske. Instalirana snaga svih vjetrolektrana je 790 MW, u radu je 325 vjetroagregata koji isporučuju godišnje oko 1 788 GWh električne struje. Za usporedbu Termoelektrana Plomin ima snagu 330 MW i isporučuje godišnje oko 2 173 GWh električne struje. 
| Vjetroelektrana     | Instalirana snaga (MW) | Županija                        | Godišnja proizvodnja (GWh) | Vjetroagregati i modeli                                         | Puštena u rad      | Opis i Ref.   |
| ------------------- | ---------------------- | ------------------------------- | -------------------------- | --------------------------------------------------------------- | ------------------ | ------------- |
| VE Senj             | 156                    | Ličko-senjska županija          | 530 (predviđeno)           | 39 x Shanghai Electric 4.0MW-136 – 4 MW                         | 2021.              | (probni rad)  |
| VE Krš-Pađene       | 142                    | Šibensko-kninska županija       | 480 (predviđeno)           | 48 x Nordex                                                     | 2021.              | (probni rad)  |
| VE Korlat           | 58                     | Zadarska županija               | 170                        | 18 x Nordex N131/3600 – 3,2 MW                                  | 28. travnja 2021.  | [ 2 ]         |
| VE Lukovac          | 48                     | Splitsko-dalmatinska županija   | 110                        | 7 x GE Energy 2.85-103 – 2,85 MW 9 x GE Energy 3.2-103 – 3,2 MW | 2017.              | [ 3 ]         |
| VE Poštak           | 44,2                   | Zadarska županija               | 100                        | 13 × SWT 108 – 3,4 MW                                           | listopad 2017.     | [ 4 ]         |
| VE Danilo           | 43,7                   | Šibensko-kninska županija       | 100                        | 19 × Enercon E-82 – 2,3 MW                                      | 7. lipnja 2014.    | [ 5 ]         |
| VE Vrataruša        | 42                     | Ličko-senjska županija          | 125                        | 14 × Vestas V90 – 3 MW                                          | 15. prosinca 2010. | [ 6 ]         |
| VE Zelengrad        | 42                     | Zadarska županija               | 110                        | 14 × Vestas V90 – 3 MW                                          | 3. lipnja 2015.    | [ 7 ]         |
| VE Ogorje           | 42                     | Splitsko-dalmatinska županija   | 100                        | 14 × Vestas V112 – 3 MW                                         | 2015.              | [ 8 ]         |
| VE Kamensko-Voštane | 40                     | Splitsko-dalmatinska županija   | 114                        | 14 × Siemens SWT-3.0-101 – 3 MW                                 | 15. srpnja 2013.   | [ 9 ]         |
| VE Bruška           | 36,8                   | Zadarska županija               | 122                        | 16 × Siemens SWT-93 – 2,3 MW                                    | 14. veljače 2012.  | [ 10 ]        |
| VE Ponikve          | 36,8                   | Dubrovačko-neretvanska županija | 122                        | 16 × Enercon E-70 – 2,3 MW                                      | 17. svibnja 2013.  | [ 11 ]        |
| VE Rudine           | 34,2                   | Dubrovačko-neretvanska županija | 85                         | 12 × GE Energy 2.85-103 – 2,85 MW                               | 26. travnja 2016.  | [ 12 ]        |
| VE Katuni           | 34,2                   | Splitsko-dalmatinska županija   | 95                         | 12 × GE Energy 2.85-103 – 2,85 MW                               | travanj 2017.      | [ 13 ]        |
| VE Jelinak          | 30                     | Splitsko-dalmatinska županija   | 81                         | 20 × Acciona AW 82/1500 – 1,5 MW                                | 24. siječnja 2013. | [ 14 ]        |
| VE Glunča           | 20,7                   | Šibensko-kninska županija       | 53                         | 9 x Enercon E-82 – 2,3 MW                                       | 2016.              | [ 15 ]        |
| VE Pometeno brdo    | 20                     | Splitsko-dalmatinska županija   | 50                         | 15 × Končar KO-VA 57/1 – 1 MW 2 × Končar K80 – 2,5 MW           | 24. veljače 2012.  | [ 16 ] [ 17 ] |
| VE Jasenice         | 11,5                   | Zadarska županija               | 44                         | 5 x Enercon E-70 – 2,3 MW                                       | 18. siječnja 2020. | [ 18 ]        |
| VE Trtar-Krtolin    | 11,2                   | Šibensko-kninska županija       | 28                         | 14 × Enercon E-48 – 0,8 MW                                      | lipanj 2006.       | [ 19 ]        |
| VE Crno brdo        | 10,5                   | Šibensko-kninska županija       | 27                         | 7 × Leitwind LTW77 – 1,5 MW                                     | 24. kolovoza 2011. | [ 20 ]        |
| VE Orlice           | 9,6                    | Šibensko-kninska županija       | 25                         | 3 x Enercon E-48 – 0,8 MW 8 x Enercon E-44 – 0,9 MW             | prosinac 2009.     | [ 21 ]        |
| VE Velika Popina    | 9,2                    | Zadarska županija               | 26                         | 4 × Siemens SWT 93 – 2,3 MW                                     | 31. prosinca 2010. | [ 22 ]        |
| VE Zadar 4          | 9,2                    | Zadarska županija               | 30                         | 4 × Siemens SWT 93 – 2,3 MW                                     | 2013.              | [ 23 ]        |
| VE Ravne 1          | 5,95                   | Zadarska županija               | 15                         | 7 × Vestas V52 – 0,85 MW                                        | 19. kolovoza 2004. | [ 24 ]        |
| VE Ljubač           | 32,4                   | Šibensko-kninska županija       | 96                         | 9 x Nordex - 3,6 MW                                             | 10. svibanj 2022.  | [ 25 ]        |
| Ukupno u radu       | 980,95                 | Hrvatska                        | 2838 (očekivano)           | 372                                                             | prosinac 2022.     |               |
|                     |                        |                                 |                            |                                                                 |                    |               |

### Vjetroelektrana Ravne 1, Pag
Vjetroelektrana Ravne 1 podignuta je na brdu Ravne na otoku Pagu. Sustav od sedam vjetroagregata, koje je izgradila tvrtka "Adria Wind Power", pušten je u rad kao prvi komercijalni projekt korištenja energije vjetra u proizvodnji električne energije u Hrvatskoj, u kolovozu 2004. Radi se o sedam vjetroturbina ukupne snage 5.95 MW, pojedinačne snage 850 kW. Visina stupa svake turbine iznosi 49 metara, a promjer rotora 52 metra. Srednja godišnja brzina vjetra iznosi oko 6,4 metra u sekundi.
Za realizaciju ovog projekta trebalo je punih 7 godina. Sama gradnja trajala je svega 4 mjeseca, ali pripreme su bile jako duge. Izmjeren je godišnji prosjek brzine vjetra između 6 i 6,5 m/s, a ispitivanja su potvrdila da na Pagu ima oko 1 600 vjetrovitih sati godišnje.

### Vjetroelektrana Trtar-Krtolin, Šibenik
Vjetroelektrana Trtar-Krtolin nalazi se u blizini Šibenika te se nalazi uz autocestu kod izlaza Šibenik prema Splitu. Puštena je u pogon u lipnju 2006. godine kada je dovršena njena izgradnja. Sastoji se od 14 vjetroagregata Enercon E - 48 pojedinačne nazivne snage 800 kW, što ukupno daje 11.2 MW instalirane snage. Promjer lopatica vjetroagregata je 48 metara, a visina stupa 50 metara. U 2007. godini vjetroelektrana je proizvela oko 28 GWh električne energije.
Vlasnik elektrane i glavni ulagač u projekt bila je hrvatska podružnica njemačke vjetroenergetske tvrtke EnerSys, dok su ukupna ulaganja iznosila 12,5 mil. eura.

### Vjetroelektrana Orlice, Šibenik
Vjetroelektrana Orlice je puštena u pogon i u proizvodnji je od ljeta 2009., kada je dovršena njena izgradnja, a puštena u pogon u prosincu iste godine. Sastoji se od 11 Enerconovih vjetroagregata, i to 3 E-48 pojedinačne nazivne snage 800 kW i 8 E-44 pojedinačne nazivne snage 900 kW, što ukupno daje 9,6 MW instalirane snage. Promjer lopatica vjetroagregata je 48 i 44 metara, a visina osi 50 metara. Predviđena je proizvodnja vjetroelektrane od oko 25 GWh električne energije godišnje.

### Vjetroelektrana Crno brdo, Šibenik
Vjetroelektrana Crno brdo nalazi se u blizini Šibenika, a također i u blizini dvije postojeće vjetroelektrane Trtar-Krtolin i Orlice. Vjetroelektrana je puštena u pogon tokom ljeta 2011. godine. Priključena je na distributivnu mrežu HEP-ODS-a. Sastoji se od 7 vjetroagregata Leitwind LTW77 pojedinačne snage 1,5 MW. Zbog ograničenja priključne snage na distributivnoj mreži izlazna snaga cijele vjetroelektrane je ograničena na 10 MW ukupno. Promjer lopatica vjetroagregata je 77 m, a visina stupa 80 m. Predviđa se godišnja proizvodnja ove vjetroelektrane od 27 GWh.

### Vjetroelektrana Vrataruša, Senj
Vjetroelektrana Vrataruša nalazi se u blizini Senja na obroncima Velebita nedaleko Vratnika. Vjetroelektrana je izgrađena 2009., ali je dobila sve dozvole i u punom pogonu je od siječnja 2011., zbog dugog perioda probnog pogona. To je ujedno i prva vjetroelektrana u Hrvatskoj priključena na prijenosnu mrežu, na 110 kV. Isto tako je trenutno i najveća hrvatska vjetroelektrana s ukupno instaliranih 42 MW. Sastoji se od 14 Vestasovih vjetroagregata V90 pojedinačne nazivne snage 3 MW. Promjer lopatica vjetroagregata je 90 metara, a visina osi 80 metara.

### Vjetroelektrana Velika Popina, Gračac
Vjetroelektrana Velika Popina nalazi se na području općine Gračac, a u pogon je puštena u siječnju 2011. Vjetroelektrana se sastoji od 4 Siemensova SWT 93 2,3 MW vjetroagregata, čime joj ukupna snaga iznosi 9,2 MW. Predviđena je godišnja proizvodnja od 26 000 MWh električne energije. Prema navodima iz Dalekovoda ukupna investicija iznosila je 16,2 milijuna eura.

### Vjetroelektrana Bruška, Benkovac
Vjetroelektrana Bruška je vjetroelektrana koja se ustvari vodi kao dvije vjetroelektrane - VE ZD2 i VE ZD3, svaka snage 18.4 MW, ukupno 36.8 MW. Nalazi se u blizini mjesta Bruška, sjeveroistočno od Benkovca, na oko 600 metara nadmorske visine. Status povlaštenog proizvođača električne energije ova vjetroelektrana dobila je 14. veljače 2012., a priključena je na prijenosnu mrežu HEP-OPS-a. Sastoji se od 16 vjetroagregata Siemens SWT-93, pojedinačne snage 2,3 MW, što ukupno čini 36,8 MW. Promjer lopatica vjetroagregata je 93 metra, a zbog posebno ugrađenih krilaca na svakom krilu, nema gotovo nikakve buke. Godišnje se predviđa proizvodnja od 122 GWh. To je dovoljno struje za 40 tisuća kućanstava ili dvije trećine Zadarske županije.

### Vjetroelektrana Pometeno brdo, Dugopolje
Vjetroelektrana Pometeno brdo projekt je na kojem su po prvi puta korišteni vjetroagregati koji su proizvedeni i dizajnirani u Hrvatskoj, odnosno vjetroagregati tvrtke Končar. Vjetroelektrana se nalazi kraj Konjskog, u blizini Dugopolja. Ukupno je postavljeno 16 vjetroagregata snage 17,5 MW. Riječ je o 15 vjetroagregata Končar KO - VA 57/1 snage 1 MW i jednog novog Končarovog vjetroagregata K 80 snage 2,5 MW, čime se prati svjetski trend ponude sve snažnijih i učinkovitijih vjetroagregata. U izgradnji vjetroelektrane sudjelovale su uglavnom hrvatske tvrtke, odnosno 14 tvrtki Končara i 15 kooperanata iz Hrvatske.Vjetroagregat KO-VA 57/1 ima snagu od 1 MW, promjer rotora od 57 metara, a radi na brzinama vjetra od 2.5 m/s što je ujedno i brzina vjetra pri uključivanju, pri čemu nazivnu snagu ostvaruje kod vjetra brzine 12 m/s. Veći vjetroagregat, K 80 ima snagu 2,5 MW, promjer rotora od 92 metra, brzina vjetra pri uključivanju je kao i kod modela KO - VA 57/1,odnosno 2.5 m/s, dok nazivnu snagu ostvaruje na brzinama vjetra od 12,5 m/s.
Procijenjena godišnja proizvodnja iznosi 30,083 GWh električne energije dok su investicijski troškovi iznosili 28 milijuna eura.

### Vjetroelektrana Ponikve, Ston
Vjetroelektrana Ponikve se nalazi na poluotoku Pelješcu, u mjestu Ponikve kraj Stona i prva je vjetroelektrana sagrađena u Dubrovačko-neretvanskoj županiji. VE Ponikve je svečano otvorena 17. svibnja 2013. Vjetroelektrana Ponikve ima instaliranu snagu 36,8 MW, a koristi 16 Enerconovih E - 70 vjetroagregata snage 2,3 MW. Devet od tih vjetroagregata je na visini osi od 64 metra, a sedam na 85 metara. Promjer rotora iznosi 70 metara.
Cjelokupna investicija iznosila je 46 milijuna eura. Godišnja proizvodnja njezinih 16 vjetroagregata može zadovoljiti potrebe za 26 tisuća kućanstava.

### Vjetroelektrana Jelinak, Trogir
Vjetroelektrana Jelinak je vjetroelektrana na na predjelu Blizna-Bristivica u trogirskom zaleđu (na području Općine Marina i Općine Seget), ima instaliranu snagu 30 MW, sastoji se od 20 vjetroagregata tehnologije Acciona Windpower (svaki snage 1,5 MW). Planira se da će vjetroelektrana Jelinak godišnje proizvoditi 81 milijun KWh električne energije, što bi pokrivalo potrebe oko 30 000 kućanstava. Gradnja je započela početkom ožujka 2012., a dovršena je krajem studenog 2012. Novina je da je investitor vlastitim sredstvima izgradio 110 kV trafostanicu s priključcima, a koja je priključena direktno na elektroenergetsku mrežu u vlasništvu HEP OPS, koji je i nadzirao postupak izgradnje. Izgradnjom priključne trafostanice 110 kV TS Jelinak omogućio se nesmetan i siguran priključak u elektroenergetski sustav u srpnju 2013.

### Vjetroelektrana Kamensko-Voštane, Trilj
Vjetroelektrana Kamensko-Voštane je izgrađena na području Grada Trilja u Splitsko-dalmatinskoj županiji. 15. srpnja 2013. Predsjednik Republike Hrvatske Ivo Josipović je uz prigodnu svečanost u pogon pustio vjetroelektranu Kamensko (ST1-2) snage 20 MW s pripadajućom trafostanicom Voštane 20/110 kV i priključnim dalekovodom 2 × 110 kV. Na istu trafostanicu također je već spojena i vjetroelektrana Voštane (ST1-1) snage 20 MW, koja je uspješno prošla tehnički pregled, pa se također očekuje njezino skoro puštanje u pogon (kolovoz 2013.). Očekuje se da će, kada i druga vjetroelektrana bude bila puštena u trajni pogon, njihova ukupna proizvodnja iznositi 114 GW h električne energije godišnje, što bi trebalo zadovoljiti potrebe za oko 38 000 kućanstava.

### Vjetroelektrana Zadar 4, Benkovac
Vjetroelektrana Zadar 4 ili VE Zadar 4 je vjetroelektrana uz cestu Benkovac - Karin Donji, na sjevernoistočnoj strani u kršu Bukovice, gdje je završena prva faza izgradnje, u vlasništvu privatne tvrtke Eko Zadar Dva d.o.o. Benkovac. Vjetroelektrana ima prva 4 vjetroagregata snage 9,2 MW (4 x Siemens - SWT-93 - 2,3 MW), a u budućnosti se još očekuje 6 vjetroagregata snage 18 MW. Ulaganje je vrijedno 360 milijuna kuna, za prvu fazu 120, a za drugu 240 milijuna kuna. Od toga su 30% vlastita sredstva, a 70% krediti Hrvatske banke za obnovu i razvitak (HBOR) te Zagrebačke banke. Proizvodnja će biti oko 30 GWh električne energije, što je dovoljno za opskrbu preko 6,5 tisuća domaćinstava. Divovska konstrukcija vjetroagregata je teška preko 130 tona. Rotor ima masu 62 tone, a gondola oko 80 tona. Promjer rotora agregata iznosi 108 metara.

### Vjetroelektrana Danilo, Šibenik
Vjetroelektrana Danilo ili VE Danilo je vjetroelektrana izgrađena u blizini sela Danilo u Šibensko-kninskoj županiji. VE Danilo se nalazi oko 15 kilometara od obale Jadranskog mora i grada Šibenika. Svih 19 vjetroagregata ENERCON E-82 (svaki pojedinačne snage 2,3 MW), s ukupnom instaliranom snagom od 43,7 MW, proizvodit će oko 100 GWh električne energije godišnje, te obnovljivom energijom opskrbljivati oko 22 000 kućanstava u Hrvatskoj. Nakon službenog završetka testiranja pogona vjetroelektrane Danilo (Velika Glava, Bubrig i Crni Vrh), vjetroelektrana je puštena se u rad 7. lipnja 2014.

### Vjetroelektrana Zelengrad, Obrovac
Vjetroelektrana Zelengrad ili VE Zelengrad dovršena je 2014., a službeno otvorenje ostvareno je 03. lipanj 2015. Projekt je smješten unutar Zadarske županije, na području grada Obrovca. Razvoj projekta vjetroelektrane, investitora Eko – Energija d.o.o. podijeljen je u 2 (dvije) zasebne faze: faza I, 42 MW, i faza II, 12 MW. Faza I 42 MW uspješno je izgrađena i puštena u pogon dok se izgradnja Faze II – 12 MW očekuje u skorije vrijeme zavisno o proširenju kvote vjetroelektrana koje se priključuju na mrežu u nadležnosti HOPS d.o.o-a. Razvoj projekta započeo je 2009. i dovršen je unutar četverogodišnjeg razdoblja. Snaga ove vjetroelektrane je 42 MW, a sastoji se od 14 vjetroagregata V - 90 snage 3 MW danske tvrtke Vestas. Vjetroelektrana bi trebala proizvoditi više od 110 GWh električne energije godišnje što bi trebalo biti dovoljno za opskrbu 31 000 kućanstava u Hrvatskoj. Temeljem analiza mogućnosti priključenja vjetroelektrane na mrežni sustav Republike Hrvatske izrađenih od instituta Hrvoje Požar iz Zagreba, priključenje vjetroelektrane na elektro sustav Republike Hrvatske izvedeno je putem priključnog dalekovoda DV 110 kV od trafo stanice Zelengrad (novo izgrađena trafostanica unutar granica obuhvata vjetroelektrane) radijalnim priključkom u trafo stanicu Obrovac. Izgradnja planiranog dalekovoda DV 110 kV izvedena u dužini od ukupno oko 9,5 km. VE Zelengrad je druga najveća vjetroelektrana u Hrvatskoj, te proizvodi više od 10% instaliranog kapaciteta energije vjetra u Hrvatskoj.

### Vjetroelektrana Ogorje, Split
Vjetroelektrana Ogorje ili VE Ogorje se nalazi 25 kilometara sjeveroistočno od Splita, a sastoji od 14 vjetroagregata danskog proizvođača Vestas-a V112-3.0, pojedinačne snage 3 megavata (MW), dok ukupna investicija vrijedna je više od 72 milijuna eura. Vjetroelektrana Ogorje proizvodi 42 MW održive električne energije, dovoljne za opskrbu 27 000 kućanstava, a puštena je u pogon krajem 2015. Vjetroelektrana bi godišnje trebala proizvoditi više od 100 GWh električne energije što bi bilo dovoljno za pokrivanje potreba za 31 000 kućanstava. Vjetroelektrana u Ogorju otvorena je prije 2015., a novi vlasnik iz Litve je spreman za graditi novu vjetroelektranu na položaju 45 kilometara od Luke Zadar.

### Vjetroelektrana Rudine, Dubrovnik
Vjetroelektrana Rudine ili VE Rudine je puštena u rad 26. travnja 2016., a nalazi se u blizini Slanog, sjeverozapadno od Dubrovnika. Kapaciteti opskrbe električnom energijom iz vjetra u Hrvatskoj porasli su za više od 10 %, čime je smanjena i ovisnost o uvozu energije. Vjetroelektrana instalirane snage 34,2 megavata (MW), vrijedna oko 400 milijuna kuna, opskrbljivat će električnom strujom nekoliko tisuća kućanstava i poduzeća, a njezinim priključivanjem umanjit će se ispuštanje ugljikova dioksida za više od 24 tisuće tona godišnje. Izgradnja Vjetroelektrane Rudine započela je u kolovozu 2014., a građevinski dio radova završen je potkraj 2015. U ulaganju od ukupno 53 milijuna eura, uz tvrtku RP Global, sudjelovali su s 42,5 milijuna eura Unicredit i Međunarodna financijska korporacija (IFC), dio Svjetske banke. Vjetroagregate pojedinačne snage 2,85 MW isporučio je General Electric.

### Vjetroelektrana Glunča, Šibenik
Vjetroelektrana Glunča ili VE Glunča je vjetroelektrana sagrađena u blizini mjesta Boraja, pokraj Šibenika. Ukupna instalirana električna snaga je 20,7 MW, a sastoji se od 9 vjetroagregata tvrtke Siemens, a svaki snage 2,3 MW. Očekuje se godišnja proizvodnja od 53 GWh električne energije. Vjetroelektrana je puštena u rad 2016.

### Vjetroelektrana Katuni, Omiš
Vjetroelektrana Katuni ili VE Katuni sastoji se od 12 vjetroagregata ukupne instalirane snage 34,2 megavata (MW). Iskorištavanjem čistog i obnovljivog izvora energije, predviđa se da će vjetroelektrana proizvoditi prosječno 95 GWh električne energije godišnje. To je dovoljna količina energije da zadovolji godišnju potražnju više od 24 000 ljudi u Hrvatskoj. Katuni su selo u općini Šestanovac, nedaleko od grada Omiša. S obzirom na izvrsne brzine vjetra na lokaciji, ukupna visina vjetroagregata je manja od 150 metra (103 metra je promjera rotora). Vjetroelektrana Katuni je u vlasništvu tvtke Vjetroelektrana Katuni d.o.o., podružnice WPD grupacije sa sjedištem u Bremenu, Njemačka Vjetroelektrana Katuni je puštena u rad u travnju 2017. Riječ je o projektu vrijednom 40 milijuna eura.

### Vjetroelektrana Lukovac, Cista Provo
Vjetroelektrana Lukovac ili VE Lukovac izrađena je u razdoblju od siječnja do srpnja 2017. u općini Cista Provo, na visoravni između brada Umac i Jaram – Lukovac, na nadmorskoj visini od 520 do 770 metara, snage do 48 MW, koja obuhvaća 16 vjetroagregata s platoima za temeljenje i tehničke potrebe, pristupne ceste za spoj vjetroelektrane s javnim prometnicama, servisne ceste unutar vjetroparka, internu kabelsku i komunikacijsku mrežu, transformatorsku stanicu TS 110/30 kV, te priključak na prijenosnu mrežu. Položaj vjetroelektrane nalazi se u središnjem dijelu općine Cista Provo, sjeverno od Ciste Velike i jugoistočno od sela Dobranje, između brda Umac (kota 684) i brda Jaram – Lukovac (kota 764). Do vjetroelektrane, se dolazi cestom D1 Brnaze - Cista Provo - Imotski s koje se u mjestu Cista Velika odvaja lokalni put prema Dobranju a dalje se pristupa mjestu postojećim makadamskim putom.

### Vjetroelektrana Poštak, Gračac
Vjetroelektrana Poštak ili VE Poštak je je vjetroelektrana koja se nalazi se na području općine Gračac (u blizini Vjetroelektrane Velika Popina), a u pogon je puštena u listopadu 2017. Vjetroelektrana se sastoji od 13 Siemensova SWT 108 3,4 MW vjetroagregata, čime joj ukupna snaga iznosi 44,2 MW. Promjer lopatica rotora je 108 metara, visina osi vrtnje se nalazi na 79,5 metara. Krila lopatice se okreću od 6 do 16 okretaja u minuti. Vjetroagregati su priključeni na 110 kV razvodnu mrežu. Predviđa se proizvodnja od 110 GWh električne energije godišnje, što bi trebalo biti dovoljno za 26 000 kućanstava.

### Vjetroelektrana Ljubač, Knin
Vjetroelektrana Ljubač ili VE Ljubač je vjetroelektrana koja se nalazi u blizini Knina, a u pogon je puštena 10. svibnja 2022. Vjetropark Ljubač čini 9 vjetrenjača to jest turbina Nordex sa nazivnom snagom od 3,6 MW (zajedničke instalirane snage u iznosu od 32,4 MW). Očekivana godišnja proizvodnja iznosi 96 GWh električne energije (dovoljno za opskrbu 30 000 prosječnih kućanstva). Vjetropark je izgradila Grupa Petrol.

### Vjetroelektrana Jasenice
Vjetroelektrana Jasenice je vjetroelektrana u općini Jasenice, pored zaseoka Bobija. Sastoji se od 2 dijela, oba imaju po 5 vjetroagregata tvrtke Enercon, koji su prilagođeni ekstremnim udarima bure prisutnima na tom području, dakle ukupno 10 vjetroagregata. Prvi dio, Jasenice I je otvoren 18. siječnja 2020., na Dan općine Jasenice. Drugi dio se još gradi. Snaga vjetroparka je 20 MW, oba dijela vjetroparka po 10 MW. a projekt je vrijedan 15 milijuna eura. Predviđena godišnja proizvodnja (Jasenice I) jest 22 GWh, što je dovoljno za 6000 kućanstava.

### Vjetroelektrana Korlat
Vjetroelektrana Korlat je vjetroelektrana koja se većinom nalazi u Korlatu, naselju u Zadarskoj županiji. Ukupno odobrena snaga priključenja vjetroelektrane je 58 MW, a predviđeno je da godišnje proizvede oko 170 GWh struje, što je dovoljno za pola Zadarske županije. Sastoji se od 18 vjetroagregata pojedinačne instalirane snage 3,6 MW njemačke tvrtke Nordex, čime je druga najveća operativna vjetroelektrana u Hrvatskoj, nakon one na Jelinku, pored Trogira, koja ima 20. Prva je vjetroelektrana u HEP-ovom portfelju.

### Vjetroelektrana Krš-Pađene, Knin
Vjetroelektrana Krš-Pađene nalazi se u općini Ervenik, nedaleko od Knina. Ukupne je instalirane snage u iznosu od 142 MW. Stupovi turbine visoki su 132 metra, a s postavljenom turbinom, vrh elipse se nalazi na visini od 200 metara. Grupa Lager iz Posušja je investitor za vjetroelektranu.

### Vjetroelektrana Senj
Vjetroelektrana Senj uključuje 39 vjetroagregata pojedinačne snage 4 MW, od kojih se 29 nalazi na području grada Senja, a 10 na području općine Brinje. Ukupna snaga Vjetroelektrane Senj iznosi 156 MW, a očekivana godišnja proizvodnja 530 milijuna kWh električne energije. U izgradnji je sudjelovala kineska državna tvrtka Norinco International Cooperation Ltd., to jest Norinco-podružnica Zagreb koja je većinski vlasnik.

## Planirane vjetroelektrane
U navedenoj tablici prikazani su planirani projekti za vjetroelektrane u Hrvatskoj.
| Naziv projekta    | Nositelj projekta           | Električna snaga |
| ----------------- | --------------------------- | ---------------- |
| VE Karin          | LUMEN SOLIS d.o.o.          | 30 MW            |
| VE Pliš Jelenje   | HEP - Proizvodnja d.o.o.    | 28 MW            |
| VE Bradarić Kosa  | HEP - Proizvodnja d.o.o.    | 58 MW            |
| VE Kozjak         | NOVA ENERGIJA d.o.o.        |                  |
| VE Oton           | NOVA ENERGIJA d.o.o.        | 18 MW            |
| VE Brda Umovi     | 3A RETAIL CONSULTING d.o.o. | 127,5 MW         |
| VE Vrataruša II   | SELAN d.o.o.                | 24 MW            |
| VE Lički Medvejed | Green Trust                 | 425 MW           |

## Godišnja proizvodnja vjetroelektrana u Hrvatskoj

### Godišnja proizvodnja vjetroelektrana u 2021. godini
U 2021.godini je u redovnom pogonu bilo 23 vjetroelektrana te je ukupno instalirana snaga bila 801,75 MW, a odobrena snaga priključenja u iznosu od 794,95 MW. U probnom pogonu/izgradnji bile su još 3 vjetroelektrane s ukupno instaliranom snagom od 188,4 MW i odobrenom snagom priključenja 185,9 MW. Najveći broj vjetroelektrana (16+1 u pokusnom radu) bio je priključen na 110 kV i 220 kV prijenosnu mrežu, dok su ostale bile priključene na srednjenaponsku distribucijsku mrežu (35,30 i 10 kV). Ukupna proizvodnja svih vjetroelektrana u Hrvatskoj te godine bila je 2071,41 GWh. Pri tom je najveća ostvarena satna proizvodnja iznosila 757,5 MWh i ostvarena je 29.11.2021 godine u 22 h, a najmanja 0 MWh ostvarena 18.6.2021 godine u 5 h. Tijekom 3086 sati ostvarena je satna proizvodnja veća od 300 MWh te je prosječna satna proizvodnja svih vjetroelektrana iznosila 236,49 MWh u svih 12 mjeseci. Dnevna proizvodnja se kretala u rasponu od 0,19 GWh do 15,53 GWh s prosječnom dnevnom proizvodnjom od 5,68 GWh. Mjesečna proizvodnja tokom svih 12 mjeseci kretala se u rasponud od 86,19 GWh do 252,58 GWh s prosječnom mjesečnom proizvodnjom od 172,62 GWh.

### Godišnja proizvodnja vjetrolektrana u 2020. godini
U 2020. godini je u redovnom pogonu bilo 21 vjetroelektrana te je ukupno instalirana snaga bila 596,25 MW, a odobrena snaga priključena u iznosu od 596,5 MW. U probnom pogonu/izgradnji bile su još 2 vjetroelektrane s ukupno instaliranom snagom od 205 MW i odobrenom snagom priključenja 200 MW. Najveći broj vjetroleketrana (14) bio je priključen na 110 kV i 220kV prijenosnu mrežu, dok su ostale bile priključene na srednjenaponsku distribucijsku mrežu (35,30 i 10 kV). Ukupna proizvodnja svih vjetroelektrana u Hrvatskoj te godine bila je 1720,47 GWh. Pri tom je najveća ostvarena satna proizvodnja iznosila 717,39 MWh i ostvarena je 6.12.2020 godine u 7 h, a najmanja 0 MWh ostvarena 20.3.2020 godine u 8 h. Tijekom 2551 sati ostvarena je satna proizvodnja veća od 300 MWh te je prosječna satna proizvodnja svih vjetroelektrana iznosila 195,84 MWh u svih 12 mjeseci. Dnevna proizvodnja se kretala u rasponu od 0.05 GWh do 15,59 GWh s prosječnom dnevnom proizvodnjom od 4,7 GWh. Mjesečna proizvodnja tokom svih 12 mjeseci kretala se u rasponu od 98,31 GWh do 201,27 GWh s prosječnom mjesečnom proizvodnjom od 143,37 GWh.

### Godišnja proizvodnja vjetroelektrana u 2019. godini
U 2019. godini je u redovnom pogonu bilo 20 vjetroelektrana te je ukupno instalirana snaga bila 576 MW, a odobrena snaga priključenja u iznosu od 576,25 MW. U probnom pogonu/izgradnji bile su još 3 vjetroelektrane s ukupno instaliranom snagom od 70,25 MW i odobrenom snagom priključenja 162,25 MW. Najveći broj vjetroleketrana (15) bio je priključen na 110 kV i 220kV prijenosnu mrežu, dok su ostale bile priključene na srednjenaponsku distribucijsku mrežu (35,30 i 10 kV). Ukupna proizvodnja svih vjetroleketrana u Hrvatskoj te godine bila je 1459,94 GWh. Pri tom je najveća ostvarena satna proizvodnja iznosila 540,28 MWh i ostvarena je 20.12.2019 godine u 23 h, a najmanja 0 MWh ostvarena 20.1.2019 godine u 14 h. Tijekom 1983 sati ostvarena je satna proizvodnja veća od 300 MWh te je prosječna satna proizvodnja svih vjetroelektrana iznosila 167,06 MWh u svih 12 mjeseci. Dnevna proizvodnja se kretala u rasponu od 0,05 GWh do 11,26 GWh s prosječnom dnevnom proizvodnjom od 4 GWh. Mjesečna proizvodnja tokom svih 12 mjeseci kretala se u rasponu od 67,87 GWh do 180,06 GWh s prosječnom mjesečnom proizvodnjom od 121,66 GWh.

### Godišnja proizvodnja vjetroelektrana u 2018. godini
U 2018. godini je u redovnom pogonu bilo 19 vjetroelektrana te je ukupno instalirana snaga bila 576 MW, a odobrena snaga priključena u iznosu od 576,25 MW. Najveći broj vjetroleketrana (14) bio je priključen na 110 kV i 220kV prijenosnu mrežu, dok su ostale bile priključene na srednjenaponsku distribucijsku mrežu (35,30 i 10 kV). Ukupna proizvodnja svih vjetroelektrana u Hrvatskoj te godine bila je 1334,44 GWh. Pri tom je najveća ostvarena satna proizvodnja iznosila 500,29 MWh i ostvarena je 28.10.2018 godine u 5 h, a najmanja 0 MWh ostvarena 17.5.2018 godine u 22 h. Tijekom 1674 sati ostvarena je satna proizvodnja veća od 300 MWh te je prosječna satna proizvodnja svih vjetrolektrana iznosila 152,33 MWh u svih 12 mjeseci. Dnevna proizvodnja se kretala u rasponu od 0,11 GWh do 10,99 GWh s prosječnom dnevnom proizvodnjom od 3,66 GWh. Mjesečna proizvodnja tokom svih 12 mjeseci kretala se u rasponu od 74,27 GWh do 158,3 GWh s prosječnom mjesečnom proizvodnjom od 111,2 GWh.

### Godišnja proizvodnja vjetroelektrana u 2017. godini
U 2017.godini je u redovnom pogonu bilo 19 vjetroleketrana te je ukupno instalirana snaga bila 527,25 MW, a odobrena snaga priključena u iznosu od 528,25 MW. U probnom pogonu/proizvodnji bila je još 1 vjetroelektrana s ukupno instaliranom snagom od 48,75 MW i odobrenom snagom priključenja 48 MW. Najveći broj vjetroleketrana (13) bio je priključen na 110 kV i 220kV prijenosnu mrežu, dok su ostale bile priključene na srednjenaponsku distribucijsku mrežu (35,30 i 10 kV). Ukupna proizvodnja svih vjetroelektrana u Hrvatskoj te godine bila je 1203,81 GWh. Pri tom je najveća ostvarena satna proizvodnja iznosila 490,38 MWh i ostvarena je 6.10.2017 godine u 18 h, a najmanja 0 MWh ostvarena 1.1.2017 godine u 18 h. Tijekom 1325 sati ostvarena je satna proizvodnja veća od 300 MWh te je prosječna satna proizvodnja svih vjetroelektrana iznosila 137,42 MWh u svih 12 mjeseci. Dnevna proizvodnja se kretala u rasponu od 0,02 GWh do 10,68 GWh s prosječnom dnevnom proizvodnjom od 3,29 GWh. Mjesečna proizvodnja tokom svih 12 mjeseci kretala se u rasponu od 61,15 GWh do 167,13 GWh s prosječnom mjesečnom proizvodnjom od 100,32 GWh.

### Godišnja proizvodnja vjetroelektrana u 2016. godini
U 2016. godini je u redovnom pogonu bilo 16 vjetroelektrana te je ukupno instalirana snaga bila 428,15 MW, a odobrena snaga priključena u iznosu od 420,35 MW. U probnom pogonu/proizvodnji bilo je još 2 vjetroelektrane s ukupno instaliranom snagom od 54,9 MW i odobrenom snagom priključenja 62,9 MW. Najveći broj vjetroleketrana (12) bio je priključen na 110 kV i 220kV prijenosnu mrežu, dok su ostale bile priključene na srednjenaponsku distribucijsku mrežu (35,30 i 10 kV). Ukupna proizvodnja svih vjetroelektrana u Hrvatskoj te godine bila je 1012,51 GWh. Pri tom je najveća ostvarena satna proizvodnja iznosila 380,5 MWh i ostvarena je 9.2.2016 godine u 22 h, a najmanja 0 MWh ostvarena 6.4.2016 godine u 1 h. Tijekom 496 sati ostvarena je satna proizvodnja veća od 300 MWh. Dnevna proizvodnja se kretala u rasponu od 0,1 GWh do 8,21 GWh s prosječnom dnevnom proizvodnjom od 2,78 GWh. Mjesečna proizvodnja tokom svih 12 mjeseci kretala se u rasponu od 51,79 GWh do 113,39 GWh s prosječnom mjesečnom proizvodnjom od 84,38 GWh.

### Godišnja proizvodnja vjetroelektrana u 2015. godini
U 2015. godini je u redovnom pogonu bilo 14 vjetroelektrana te je ukupno instalirana snaga bila 348,95 MW, a odobrena snaga priključena u iznosu od 342,15 MW. U probnom pogonu/proizvodnji bilo je još 2 vjetroelektrane s ukupno instaliranom snagom od 79,2 MW i odobrenom snagom priključenja 78,2 MW. Najveći broj vjetroleketrana (10) bio je priključen na 110 kV i 220kV prijenosnu mrežu, dok su ostale bile priključene na srednjenaponsku distribucijsku mrežu (35,30 i 10 kV). Ukupna proizvodnja svih vjetroelektrana u Hrvatskoj te godine bila je 787,93 GWh. Pri tom je najveća ostvarena satna proizvodnja iznosila 324,1 MWh i ostvarena je 30.12.2015 godine u 18 h, a najmanja 0 MWh ostvarena 19.1.2015 godine u 19 h. Tijekom 29 sati ostvarena je satna proizvodnja veća od 300 MWh. Dnevna proizvodnja se kretala u rasponu od 0,03 GWh do 6,77 GWh s prosječnom dnevnom proizvodnjom od 2,16 GWh. Mjesečna proizvodnja tokom svih 12 mjeseci kretala se u rasponu od 34,87 GWh do 89,52 GWh s prosječnom mjesečnom proizvodnjom od 65,66 GWh.

## Vanjske poveznice
|  | Zajednički poslužitelj ima još gradiva o temi Vjetroelektrane u Hrvatskoj |